# The Horrors
The Horrors is een Britse rockband. In 2007 kwam hun eerste album, Strange house uit, dat wordt gekenmerkt door het garage- en punkrockgeluid. In 2009 sloegen The Horrors een nieuwe weg met Primary colours, een melodieuzer en orkestraler album met als eerste single het zeven minuten durende "Sea Within A Sea". In 2017 volgde het album V. De single Something to remember me by belandde op 1 oktober dat jaar op de hoogste positie van de Graadmeter van Pinguin Radio. Het lied werd "dansbaar" en "vrolijk" genoemd, waarmee de band wederom van stijl veranderde.

## Discografie

### Albums
- Strange house, 2007
- Primary colours, 2009
- Skying, 2011
- Luminous, 2014
- V, 2017

### Hitlijsten
| Album met hitnotering(en) in de Vlaamse Ultratop 200 albums | Datum van verschijnen | Datum van binnenkomst | Hoogste positie | Aantal weken | Opmerkingen |
| ----------------------------------------------------------- | --------------------- | --------------------- | --------------- | ------------ | ----------- |
| Primary colours                                             | 01-05-2009            | 16-05-2009            | 40              | 5            |             |
| Skying                                                      | 08-07-2011            | 23-07-2011            | 31              | 9            |             |
| Luminous                                                    | 05-05-2014            | 17-05-2014            | 56              | 4            |             |
| V                                                           | 22-09-2017            | 30-09-2017            |                 |              |             |

| Single met hitnotering(en) in de Vlaamse Ultratop 50 | Datum van verschijnen | Datum van binnenkomst | Hoogste positie | Aantal weken | Opmerkingen |
| ---------------------------------------------------- | --------------------- | --------------------- | --------------- | ------------ | ----------- |
| Still life                                           | 27-06-2011            | 20-08-2011            | tip35           | -            |             |